# وودبنک، چشر
وودبنک (به انگلیسی: Woodbank) یک روستا و محله مدنی در بریتانیا است که در چشر غربی و چستر واقع شده‌است. وودبنک ۱۰۹ نفر جمعیت دارد.